# Стрій військовий

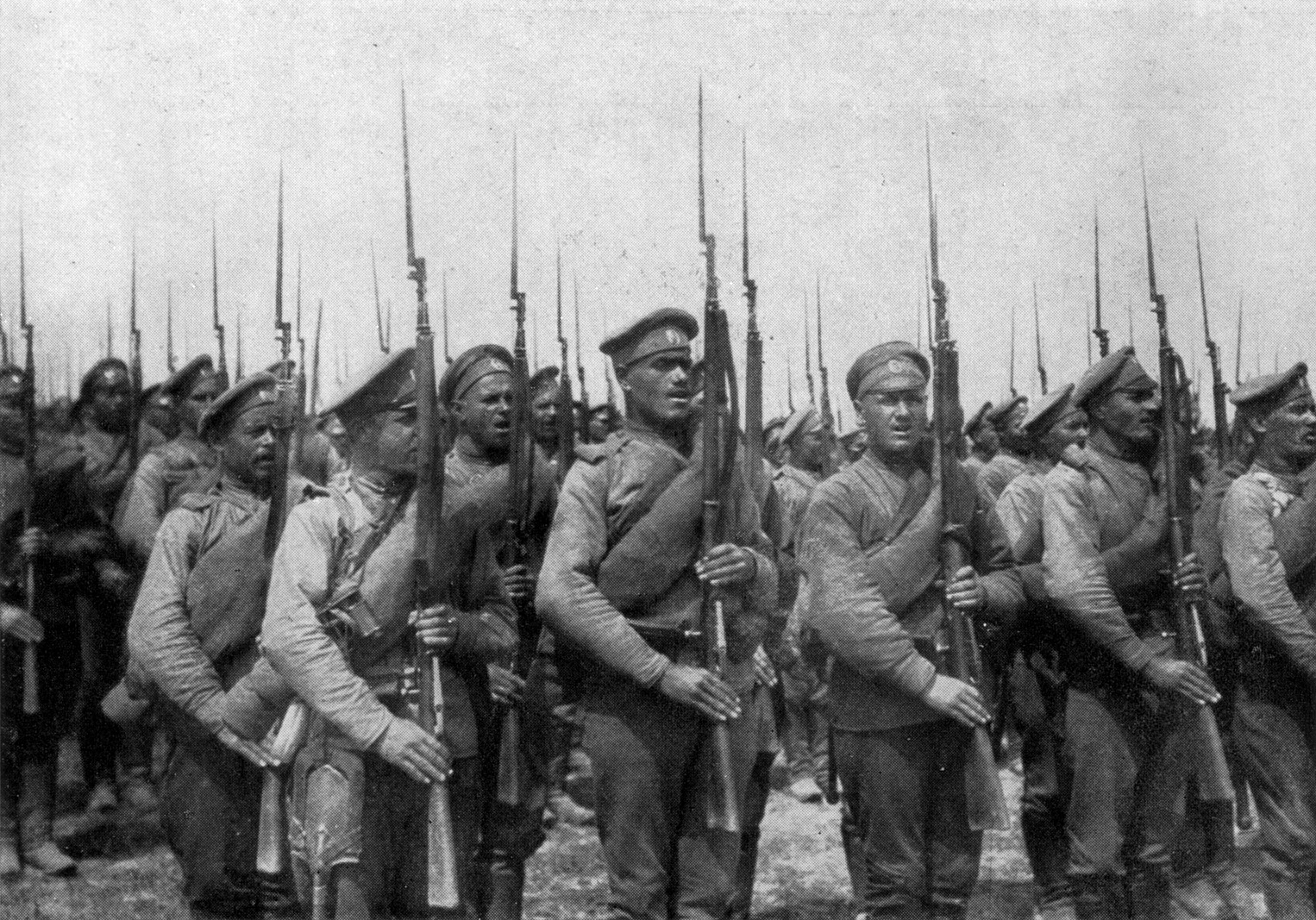
Стрій військовий. Російська імператорська армія часів Першої Світової війни

Стрій військо́вий — визначене Стройовим статутом розташування військовослужбовців, підрозділів і частин для спільних дій у пішому порядку чи на автівках.

## Загальний огляд. Історія
З розвитком військової справи питання побудови військового строю стосувалися усіх армій світу.
Питання організації військ, їх навчання, тактики родів військ складали основний зміст воєнно-теоретичної думки з моменту народження армії. Зміна обстановки на полі бою на перше місце висунула проблему шикування бойових порядків, в правильному рішенні якої полягав ключ до перемоги. У боях протягом тисячоліть застосовувалися різні побудови: розсипний стрій, колона, груповий бойовий порядок і різні види лінійних шикувань.
Наприклад, спартанські воїни навчалися ходити в ногу і робити прості перешикування. У них вже були елементи стройової підготовки, що отримали подальший розвиток в римській армії.

## У збройних силах України
У Збройних силах України сучасний військовий стрій має такі елементи та характеристики
- Шеренга  — стрій, у якому військовослужбовці вишикувані один біля одного на одній лінії згідно з визначеними інтервалами; машини чоловою стороною по одній лінії.
- Фронт — бік строю, в який військовослужбовці звернені обличчям, а машини — лобовою частиною.
- Фланг — край строю, правий або лівий. Під час поворотів строю назви флангів не змінюються.
- Тил строю — сторона, протилежна фронту.
- Інтервал — відстань по фронту між військовослужбовцями, машинами, підрозділами, частинами.
- Дистанція — відстань у глибину між військовослужбовцями, машинами, підрозділами, частинами.
- Ширина строю — відстань між флангами.
- Глибина строю — відстань від першої шеренги (від військовослужбовця, який стоїть попереду) до останньої шеренги (до військовослужбовця, який стоїть позаду), а під час дій на машинах — відстань від першої лінії машин (від машини, що стоїть попереду) до останньої лінії машин (до машини, що стоїть позаду).
- Ряд — два військовослужбовці, які стоять у двошеренговому строю один за одним. Якщо за військовослужбовцем першої шеренги не стоїть військовослужбовець другої шеренги, то такий ряд називається неповним; останній ряд завжди має бути повним.
- Розгорнутий стрій  — шикування підрозділів в одну лінію по фронту в одношеренговому чи двошеренговому строю (або в лінію машин, або в лінію колон) з інтервалами, визначеними Стройовим статутом або командиром.
- Похідний стрій — шикування підрозділів у колонах один за одним на дистанціях, визначених Стройовим статутом або командиром.
- Двошеренговий стрій — розташування військовослужбовців однієї шеренги за військовослужбовцями іншої шеренги на відстані одного кроку (випростаної руки, покладеної долонею на плече військовослужбовця, який стоїть попереду). Шеренги називаються першою та другою. Під час повороту строю назви шеренг не змінюються. Одношеренговий (шеренга) і двошеренговий строї можуть бути зімкнутими або розімкнутими.
- Колона — стрій, у якому військовослужбовці розташовані один за одним, а підрозділи (машини) один (одна) за одним (за одною) — на відстанях, визначених Стройовим статутом або командиром. Колони застосовують для шикування підрозділів і частин у похідний або розгорнутий стрій.
- Напрямний — військовослужбовець (підрозділ, машина), що рухається на чолі строю у визначеному напрямі.
- Замикаючий — військовослужбовець (підрозділ, машина), що рухається останнім (останньою) у колоні.

## Зовнішні джерела
- Толковый Словарь военных терминов